# Бореаліс (фільм, 2013)
Бореаліс — канадський науково-фантастичний телевізійний фільм, режисер Девід Фрейзі. Вийшов 2013 року. Фільм був створений як пілотний серіал для CTV Sci-Fi Channel, який пройшов серіал, але вийшов в ефір як телевізійний фільм — у США 6 травня 2014 року.

## Про фільм
Через глобальне потепління на півночі Канади розтанули льодовикові шапки. Це надало змогу розробляти останні родовища нафти і газу на планеті. Через ці запаси розгоряється міжнародний конфлікт, який ставить всю планету на межу світової війни.
2045 року колишній боєць спецпідрозділу, який став урядовим агентом, керує баром у маленькому містечку Бореаліс, де міжнародні організації змагаються за контроль над територією.

## Знімались
| Актор           | Роль           |
| --------------- | -------------- |
| Тай Олссон      | Вік Карбоно    |
| Патрік Галлахер | Таг            |
| Мішель Гаррісон | Елісон Фрімонт |
| Крістін Горн    | Світлана       |
| Грейстон Голт   | Ден Ріордан    |
| Крістіна Росато | Беттіна        |
| Браян Дік       | Клів           |
| Каран Оберой    | Раміндер       |
| Деррен Шахлаві  | Сергей         |
| Террі Чен       | Роджер         |
| Майко Нгуєн     | Гоші           |